# Proteopharmacis insignis
Proteopharmacis insignis är en fjärilsart som beskrevs av Butler 1882. Proteopharmacis insignis ingår i släktet Proteopharmacis och familjen mätare. Inga underarter finns listade i Catalogue of Life.